# CV35
CV35 eller L3/35 var en italiensk tankett som var i tjänst under mellankrigstiden och andra världskriget. Den var beväpnad med två kulsprutor och hade en besättning om två man: befäl (som också var skytt) och förare. Den var en vidareutveckling av den tidigare CV33.